# Oraovac (Chorwacja)
Oraovac – wieś w Chorwacji, w żupanii licko-seńskiej, w gminie Donji Lapac. W 2011 roku liczyła 175 mieszkańców.